# تاش مک‌کینلای
تاش مک‌کینلای (انگلیسی: Tosh McKinlay؛ زادهٔ ۳ دسامبر ۱۹۶۴) یک بازیکن فوتبال اهل اسکاتلند بوده است.
وی سابقه بازی در تیم‌های باشگاه فوتبال داندی، باشگاه فوتبال هارت آف میدلوتیان، باشگاه فوتبال سلتیک، باشگاه فوتبال استوک سیتی، باشگاه فوتبال گراس‌هاپر زوریخ و باشگاه فوتبال کیلمارنوک و همین‌طور ۲۲ بازی ملی برای تیم ملی فوتبال اسکاتلند در کارنامه دارد.